# Varibaculum
Varibaculum — рід актинобактерій порядку актиноміцет (Actinomycetales).

## Етимологія
Родова назва Varibaculum походить від латинського «varus», що означає «вигнутий», і «baculum», що означає «маленький стрижень». Отже, Varibaculum означає «маленьке вигнуте паличкоподібне тіло».

## Опис
Грам-позитивні, факультативно анаеробні, нерухомі бактерії.